# AC4
AC4 is een hardcore punkband uit Umeå, Zweden. 

## Geschiedenis
De band werd in 2008 opgericht en bestaat sindsdien uit Dennis Lyxzén en David Sandström (beiden speelden in Refused), Karl Backman en Jens Nordén (beiden speelden ook in The Vectors). De eerste keer dat de AC4 optrad was op 5 mei 2008.
In september 2009 kwam hun debuut AC4 uit, gevolgd door een aantal optredens in Europa.
In de lente van 2011 maakte de band een tournee in Australië. Na de tournee wordt bassist Sandström aan de deur gezet. Hij werd vervangen door Christoffer Röstlund Jonsson.
In 2012 nam de band zijn volgende plaat Burn the World op onder productie van Fredrik Lyxzén.
Een week voor de tour in Europa in april 2013 stapte de drummer echter plots uit de band. Hij werd direct vervangen door Fredrik Lyxzén.
De band optreden op het Groezrock-festival in Meerhout-Gestel 2013.

## Invloeden
AC4 zijn sterk beïnvloed door 1980-bands zoals Bad Brains, GBH, Motörhead en Dead Kennedys. 

## Bandleden
- Dennis Lyxzén (zang)
- Karl Backman (gitaar)
- Christoffer Röstlund Jonsson (basgitaar)
- Fredrik Lyxzén  (drums)

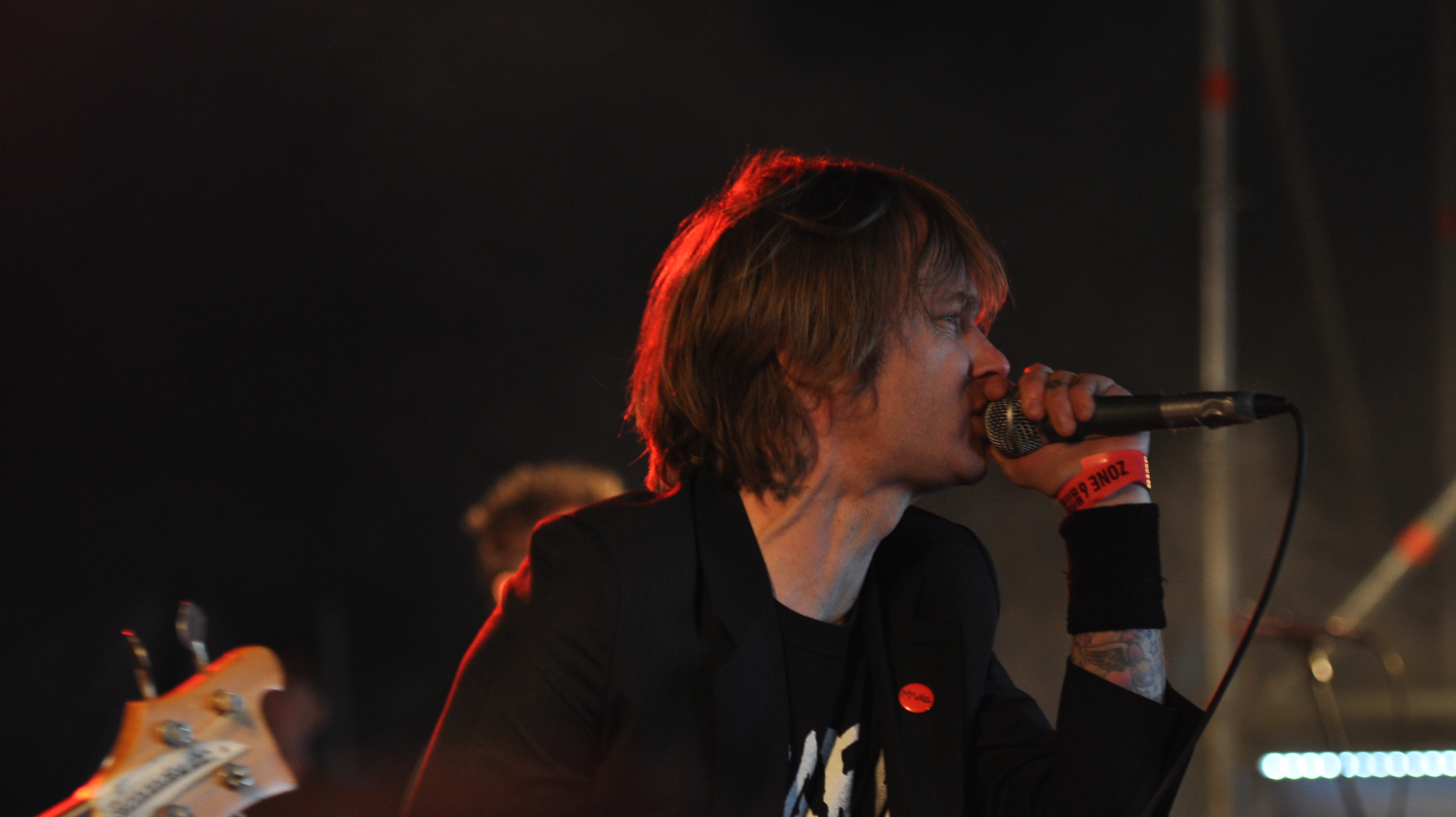
Dennis Lyxzén
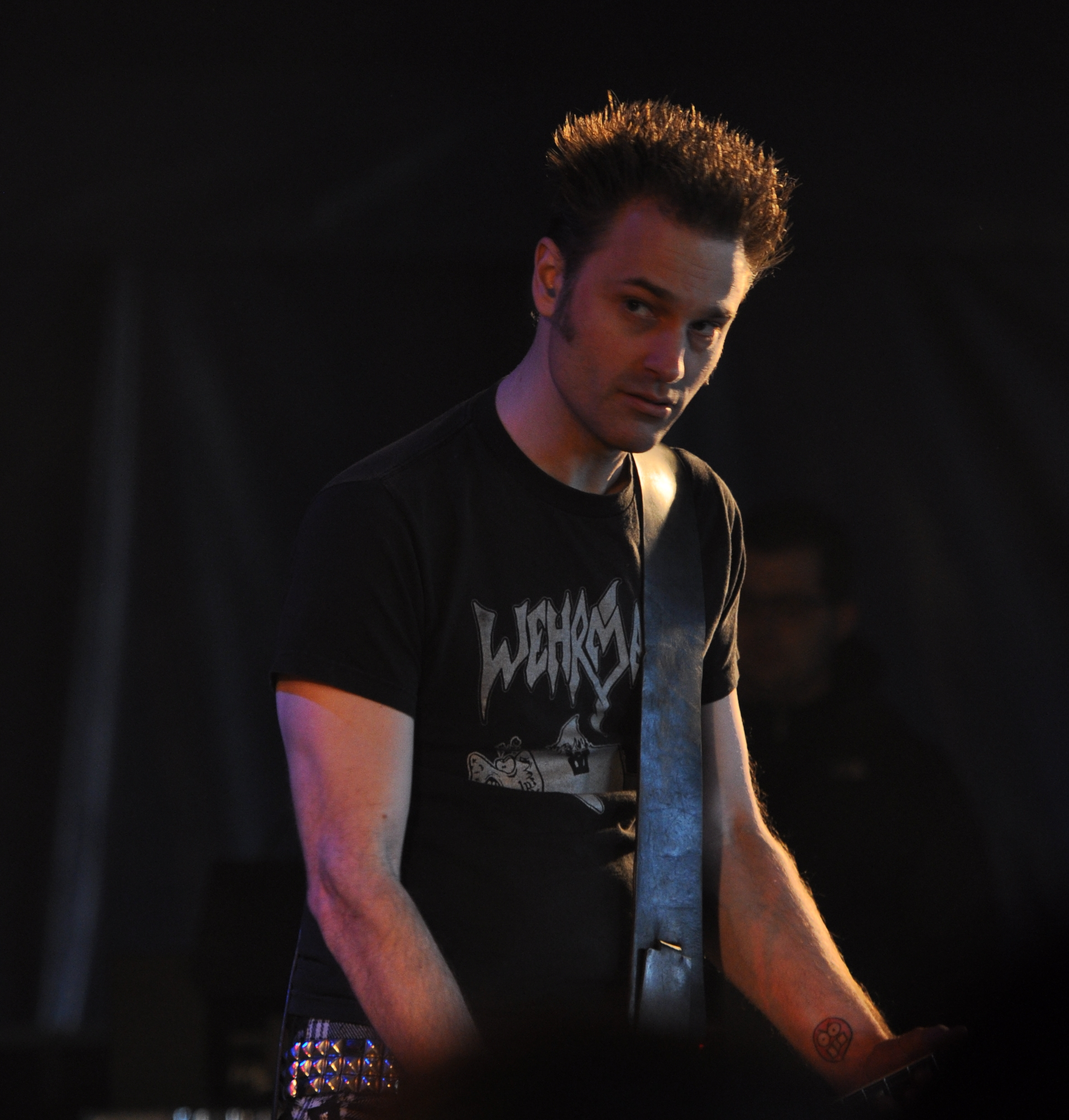
Karl Backman
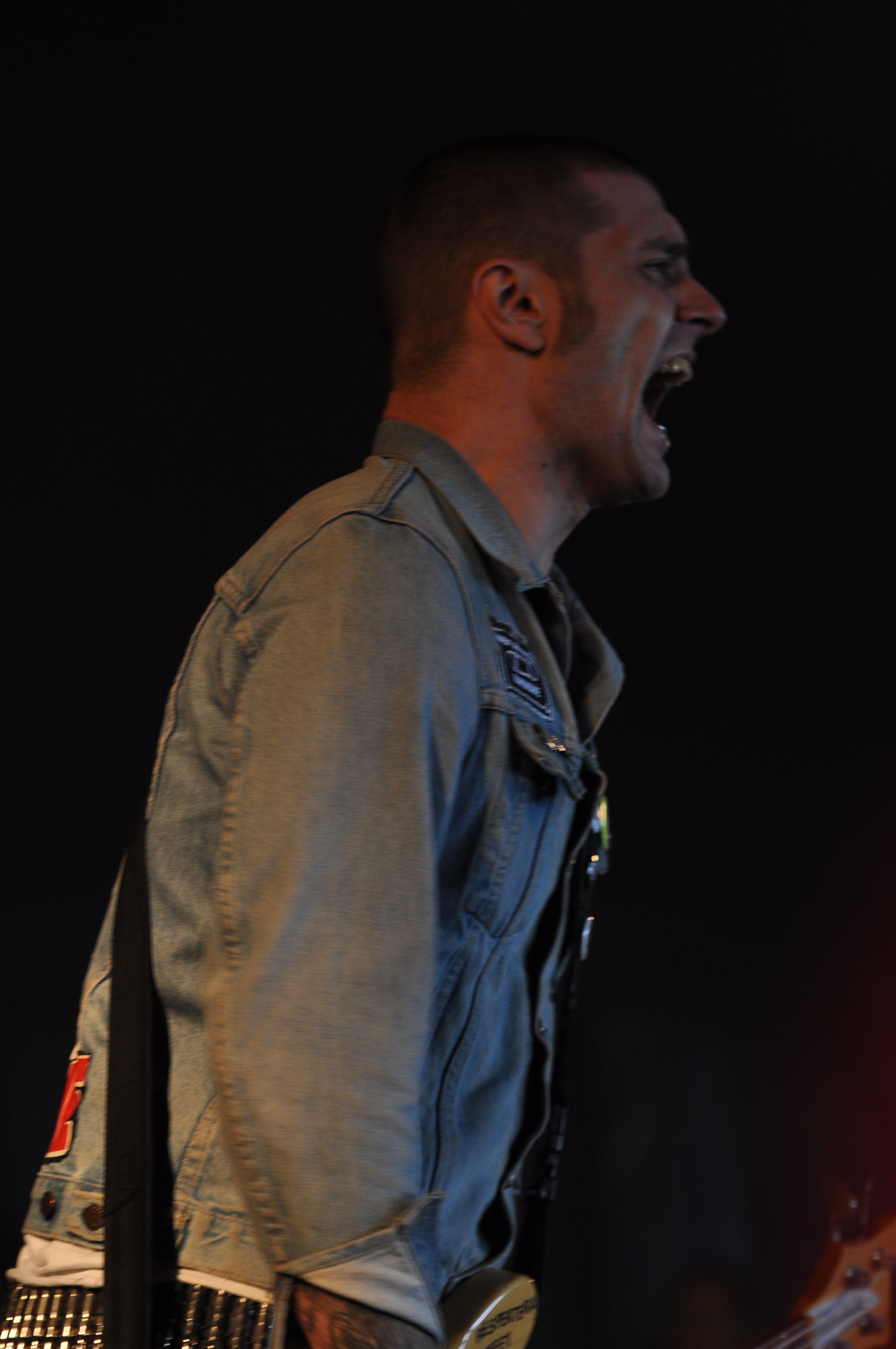
Christoffer Röstlund Jonsson
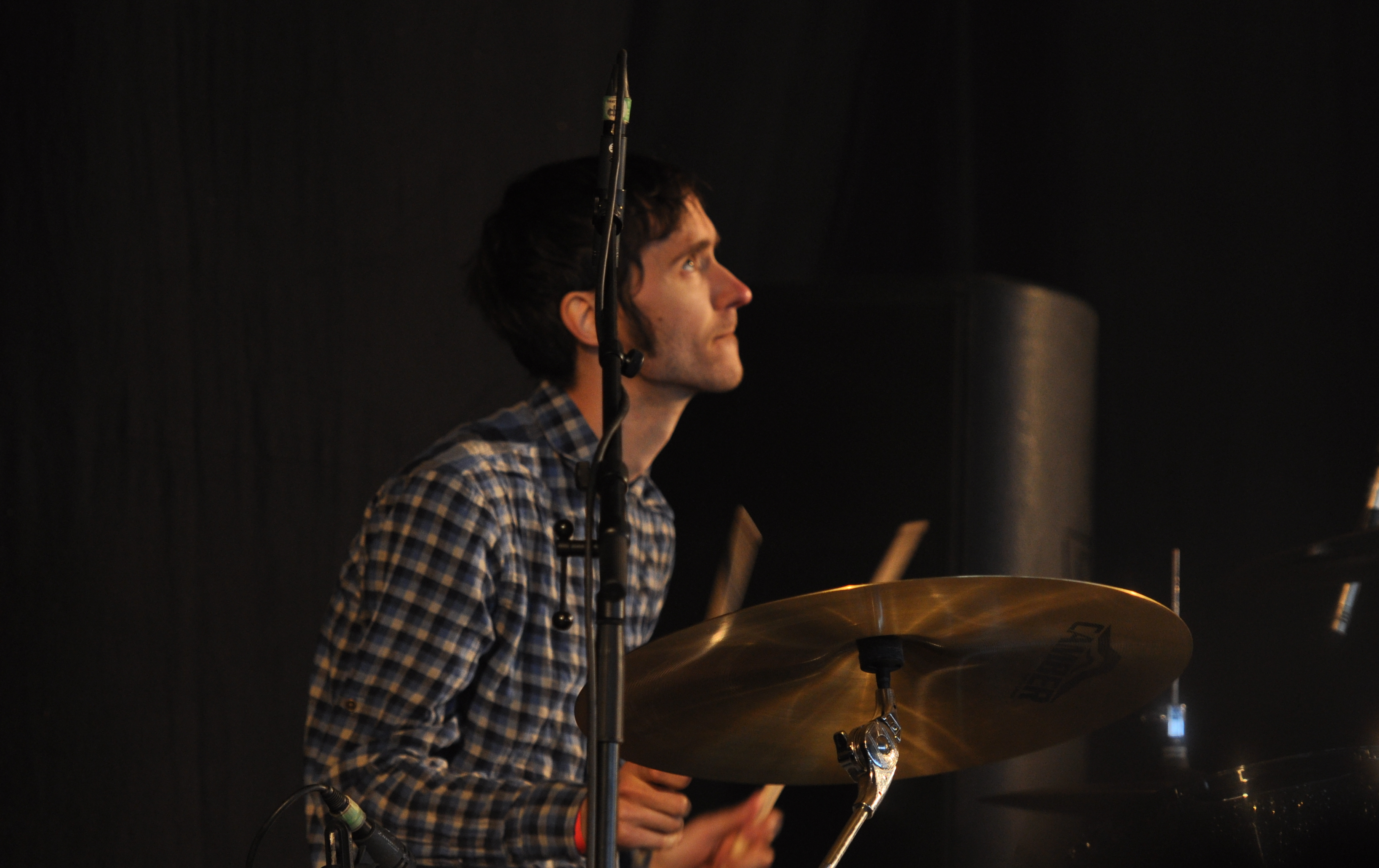
Fredrik Lyxzén

### Ex-leden
- David Sandström (basgitaar) (periode 2008-2011)
- Jens Nordén (drums) (periode 2008-2013)

## Discografie

### Studioalbums
- 2009: AC4 (Ny Våg, Deranged Records 2010, Shock Records 2011)
- 2013: Burn the World (Ny Våg / Deathwish Inc.[1])

### Ep's
- 2010: Umeå Hardcore (P.Trash)

### Splits met andere bands
- 2010: AC4 / SSA - split met Surprise Sex Attack (Aniseed Records)

### Compilaties
- 2010: Umeå Vråljazz Giganter (Ny Våg)
- 2011: Angry Scenes - Volume 5 (Angry Scenes)